# Menkib
Menkib (zeta Persei) is een type B superreus in het sterrenbeeld Perseus. De ster is de helderste van een groep die bekendstaat als de "Perseus OB2 association".

## NGC 1465
Een halve graad ten noorden van Menkib is het sterrenstelsel NGC 1465 te vinden.